# Roberson de Arruda Alves
Roberson de Arruda Alves (sinh ngày 29 tháng 6 năm 1989), hay đơn giản Roberson, là một cầu thủ bóng đá Brasil thi đấu ở vị trí tiền đạo trung tâm cho Juventude.